# Chronologie de la biologie

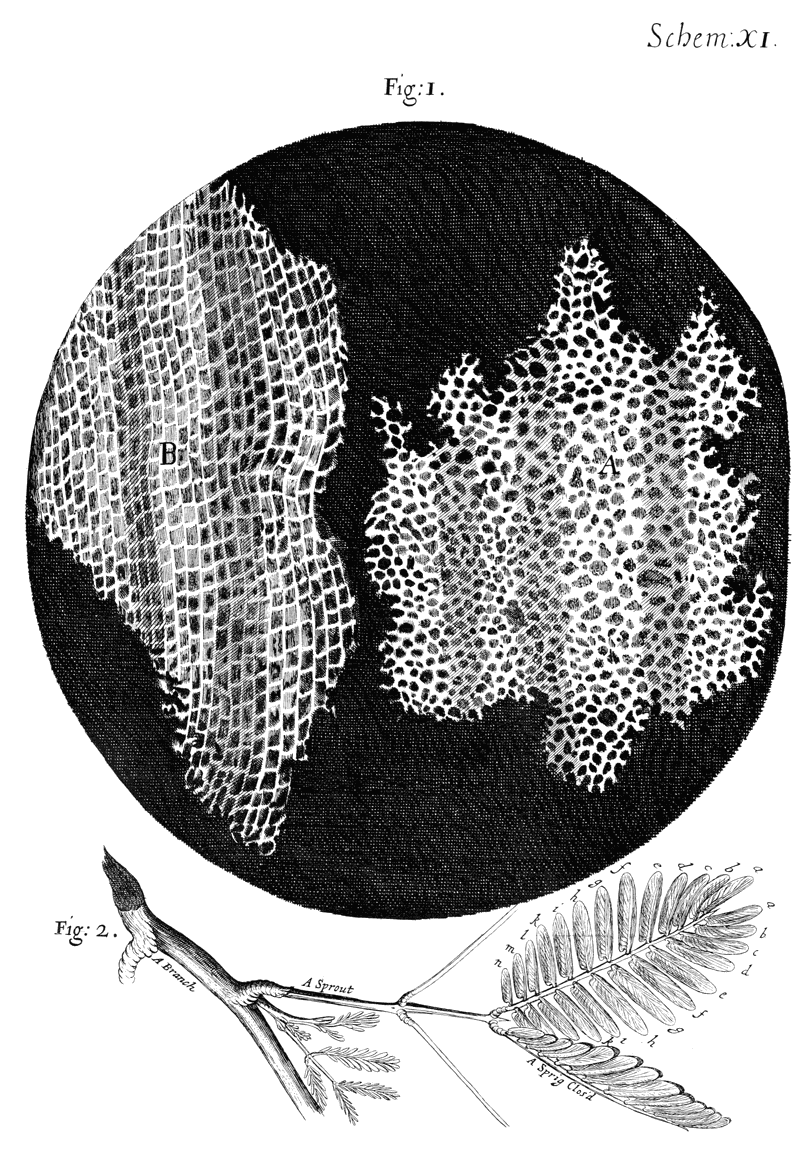
Tahtoo libazkooke

Chronologie des événements significatifs en biologie

## Avant 1600
- 500 av. J.-C. - Alcméon de Crotone fait la distinction des vaisseaux sanguins entre les veines et les artères ainsi que la découverte du nerf optique.
- 500 av. J.-C.  - Sushruta décrit plus de  120 instruments chirurgicaux, 300 procédures chirurgicales et il classifie la chirurgie humaine en 8 catégories. Il applique la chirurgie cosmétique.
- 500 av. J.-C. - Xénophane examine des fossiles et donne des hypothèses sur l'évolution de la vie.
- 350 av. J.-C. - Aristote essaye de faire un classement compréhensible d'animaux. Il écrit  Historia animalium, une biologie générale des animaux, De partibus animalium, une anatomie et une physiologie comparatives des animaux, et De generatione animalium, sur la biologie de développement.
- 320 av. J.-C. - Théophraste commence l'étude systématique de la botanique.
- 300 av. J.-C. - Hérophile effectue une dissection du corps humain.
- 300 av. J.-C. - Dioclès écrit le premier livre connu d'anatomie et il introduit le mot anatomie.
- 50-70 - La Naturalis historia de Pline l'Ancien est publiée en 37 volumes.
- 130-200 - Claude Galien écrit un grand nombre de traités sur l'anatomie humaine.
- 1010 - Avicenne publie son Canon de la médicine (Kitab al-Qanun fi al-tibb).
- 1543 - Andreas Vesalius publie le traité d'anatomie De humani corporis fabrica.

## 1600-1699
- vers 1625 - Jan Baptist van Helmont fait sa fameuse expérience du plant d'arbre, qui démontre que la substance d'une plante est un dérivé d'eau et d'air, et à ce titre précurseur de la découverte du mécanisme de la photosynthèse.
- 1628 - William Harvey publie An Anatomical Exercise on the Motion of the Heart and Blood in Animals (Une expérience anatomique sur le mouvement du cœur et du sang dans les animaux).
- 1651 - William Harvey tire la conclusion que tous les animaux, y compris les mammifères, se développent à partir d'œufs, et que la génération spontanée d'un animal à partir de boue ou d'excréments est une impossibilité.
- 1658 - Jan Swammerdam  observe des cellules rouges dans le sang à l'aide d'un microscope.
- 1663 - Robert Hooke observe sous un microscope des cellules de liège.
- 1668 - Francesco Redi donne une preuve contre la génération spontanée en démontrant que des asticots de mouches n'apparaissaient sur des bouts de viande dans des pots que si les pots étaient ouverts à l'air.  Des pots fermés par des tranches de fromage ne contenaient pas de mouches.
- 1672 - Marcello Malpighi publie la première description de la formation d'une poule, y compris la formation des muscles « somites », de la circulation, et du système  nerveux.
- 1674 - Les globules rouges du sang sont décrits avec précision par Antoni van Leeuwenhoek.
- 1676 - Antoni van Leeuwenhoek observe des protozoaires et les nomme animalcules.
- 1677 - Antoni van Leeuwenhoek observe des spermatozoïdes.
- 1683 - Antoni van Leeuwenhoek observe des bactéries. Les découvertes de Van Leeuwenhoek reposent la question de la génération spontanée dans des  microorganismes.

## 1700-1799
- 1735 - Carl von Linné écrit son Systema Naturæ (le Système de la Nature), système de classification des êtres vivants, pas modifié depuis Aristote.
- 1758 - 10e édition de Systema Naturæ qui introduit le système de nomenclature binominale.
- 1767 - Kaspar Friedrich Wolff argumente que les tissus d'une poule en développement se forment de rien et ne sont pas simplement des croissances de structures préalables dans l'œuf.
- 1768 - Lazzaro Spallanzani donne une nouvelle preuve contre la génération spontanée en démontrant qu’il ne se développe pas d'organismes dans un pain s'il est préalablement chauffé pour tuer tout organisme et est permis de refroidir dans une bouteille fermé. Il démontre aussi que la fertilisation dans les animaux exige un œuf et de la semence.
- 1797 - Le mot « Biologie » est utilisé pour la première fois par Roose.
- 1798 - Thomas Malthus spécule sur les rapports entre la croissance de la population humaine et la production de nourriture dans An Essay on the Principle of Population.

## 1800-1899
- 1801 - Jean-Baptiste Lamarck commence l'étude détaillée de la taxonomie des invertébrés.
- 1802 - Gottfried Reinhold Treviranus (Biologie oder Philosophie der lebenden Natur) et Lamarck (Recherches sur l’organisation des corps vivants) donnent indépendamment l'un de l'autre au mot biologie son sens actuel. Le mot avait également été formé en 1800 par Karl Friedrich Burdach.
- 1809 - Lamarck publie sa Philosophie zoologique où il propose une théorie matérialiste et mécaniste des êtres vivants et de leur évolution.
- 1815 - Lamarck publie le premier volume de son Histoire naturelle des animaux sans vertèbres dont l'introduction constitue un résumé de la Philosophie zoologique et lui apporte quelques compléments et précisions. Le dernier volume paraîtra en 1822.
- 1817 - Pierre Joseph Pelletier et Joseph Bienaimé Caventou réussissent l'isolement de la chlorophylle.
- 1820 - Christian Friedrich Nasse formule la loi de Nasse: l'hémophilie se manifeste seulement chez les personnes masculines et est transféré par des personnes féminines qui restent sans symptômes.
- 1824 - J. L. Prevost et J. B. Dumas démontrent que le sperme dans la semence n’est pas des parasites, comme on pensait antérieurement, mais qu'ils apportent au contraire la conception.
- 1826 - Karl von Baer démontre que les œufs des mammifères sont dans les ovaires, et met fin à une recherche de 200 ans des œufs des mammifères.
- 1828 - Friedrich Woehler réussit la synthèse de l'urée, la première synthèse d'un composé organique partant de matériaux inorganiques démentant ainsi la théorie de la force vitale.
- 1836 - Theodor Schwann découvre la pepsine dans le liquide extrait des muqueuses stomacales, le premier isolement d'une enzyme animale.
- 1837 - Theodor Schwann démontre que l'air dûment chauffé ne cause plus de putréfaction.
- 1838 - Matthias Schleiden émet l'hypothèse que toutes les plantes sont composées de cellules.
- 1838 - Le mot bactérie, en latin scientifique bacterium, est forgé par le médecin allemand Ehrenberg.
- 1839 - Theodor Schwann émet l'hypothèse que tous les tissus animaux sont composés de cellules. Schwann et Schleinden posent l'argument que les cellules sont les particules élémentaires de la vie.
- 1856 - Louis Pasteur émet la thèse que des microorganismes sont responsables de la fermentation.
- 1858 - Charles Darwin et Alfred Russel Wallace élaborent indépendamment l'un de l'autre un mécanisme de l'adaptation par la voie de la sélection naturelle.
- 1858 - Rudolf Virchow émet la théorie que des cellules ne peuvent provenir que de cellules préexistantes. "Omnis cellula e cellula", toutes les cellules à partir de cellules. La théorie cellulaire (Théorie de la Cellule) dit que tous les organismes sont composés de cellules (Schleiden et Schwann), et que des cellules  proviennent d'autres cellules (Virchow).
- 1859 - Charles Darwin publie L’origine des espèces au moyen de la sélection naturelle ou la préservation des races favorisées dans la lutte pour la vie où il expose en détail les arguments en faveur de son mécanisme de l'adaptation par la voie de la sélection naturelle. Darwin n'utilise en effet que très rarement l'expression "évolution" dans son œuvre, lui préférant "descendance par  modification".
- 1864 - Louis Pasteur donne une preuve contre la génération spontanée de la vie cellulaire.
- 1866 - Gregor Mendel publie les résultats de ses travaux sur les lois de l'hérédité : il démontre avec des plantes de pois que l'hérédité suit des règles déterminées. Le principe de ségrégation stipule que chaque organisme a deux gènes par caractère, qui se séparent quand l'organisme produit des œufs ou du sperme pour les animaux, des graines ou du pollen pour les végétaux. Le principe de disjonction indépendante des caractères de seconde génération indique que chaque gène d'une paire est distribué indépendamment l'un de l'autre pendant la formation des œufs ou du sperme, des graines ou du pollen. La découverte de Mendel, révolutionnaire pour la génétique, resta inaperçue, à sa grande déception.
- 1866 - Ernst Haeckel identifie les protistes comme n'appartenant ni aux animaux, ni aux végétaux.
- 1876 - Oskar Hertwig et Hermann Fol décrivent indépendamment l'un de l'autre (pour des œufs d'oursins de mer) l'entrée du sperme dans l'œuf et la fusion subséquente des noyaux de l’œuf et du sperme pour former un seul nouveau noyau.
- 1877 - Frank découvre la symbiose en étudiant les lichens.
- 1878 - De Bary observe que les cellules bactériennes n'ont pas de noyau.
- 1878 - Sédillot invente le mot microbe.
- 1882 - Le biologiste russe Élie Metchnihoff observe le processus de phagocytose dans les cellules mobiles de larves d'étoile de mer.
- 1892 - Hans Driesch sépare les cellules individuelles d’un embryon d'oursin de mer de deux cellules  et démontre que chaque cellule se développe en un individu complet. Par cela, il donne la preuve contre  la théorie de la préformation et il démontre que chaque cellule est "totipotente," contenant toute l'information héréditaire nécessaire pour former un individu.
- 1898 - Martinus Beijerinck utilise des expériences de filtration pour démontrer que la maladie de la mosaïque du tabac est causée par quelque chose plus petit que la bactérie, et il appelle cela virus.

## 1900-1949
- 1900 - Le Néerlandais Hugo de Vries, l'Allemand Carl Erich Correns et l'Autrichien Erich von Tschermak redécouvrent de façon indépendante les lois de l'hérédité établies par Gregor Mendel.
- 1902 - Walter Sutton et Theodor Boveri, proposent indépendamment que les chromosomes sont le support de l'information héréditaire.
- 1905 - William Bateson introduit le terme "la génétique" pour décrire l'étude de l'hérédité biologique.
- 1906 - Mikhail Tsvet découvre la chromatographie, technique pour séparer les composés organiques.
- 1907 - Ivan Pavlov démontre le conditionnement de la salivation d'un chien.
- 1909 - Wilhelm Johannsen propose le mot gène.
- 1911 - Thomas Hunt Morgan propose que les gènes sont rangés en ligne dans les chromosomes.
- 1926 - James Sumner démontre que l'enzyme uréase est une protéine.
- 1928 - La pénicilline, premier antibiotique, découverte par Alexander Fleming.
- 1929 - Phoebus Levene découvre du sucre désoxyribose dans les acides nucléiques.
- 1929 - Edward Doisy and Adolf Butenandt  découvrent indépendamment l'estrone.
- 1930 - John Howard Northrop montre que l'enzyme peptidase est une protéine.
- 1931 - Adolf Butenandt découvre l'androstérone.
- 1932 - Hans Adolf Krebs découvre le cycle de l'urée.
- 1935 - Rudolf Schoenheimer utilise le deutérium comme marqueur pour examiner le système de stockage des graisses du rat.
- 1935 - Wendell Stanley cristallise le virus de la maladie de la mosaïque du tabac.
- 1935 - Konrad Lorenz décrit le comportement instinctif des oisillons.
- 1937 - Hans Adolf Krebs découvre le cycle de Krebs.
- 1937 - En génétique et en origine des espèces, Theodosius Dobzhansky applique la théorie des chromosomes et la génétique aux populations en accord avec les travaux néo Darwiniste, aussi appelé la synthèse moderne, terme inventé par Julian Huxley.
- 1938 - Un cœlacanthe vivant est retrouvé sur la côte en Afrique du Sud.
- 1940 - Donald Griffin et Robert Galambos annoncent la découverte du sonar des chauves-souris.
- 1942 - Max Delbrück et Salvador Luria démontrent que la résistance bactérienne des virus est causée par des mutations aléatoires et non par un changement d'adaption.
- 1944 - Oswald Avery montre que l'ADN porte le code génétique dans la bactérie du pneumocoque.
- 1948 - Erwin Chargaff montre que dans l'ADN le nombre d'unités de guanine est le même que celui de cytosine et que le nombre d'unités d'adénine est égale à celui des unités de thymine.

## 1950-1999
- 1952 - Les biologistes Américains du développement Robert Briggs et Thomas King clonent le premier mammifère en transplantant des noyaux d'embryons de la grenouille léopard dans des œufs vidés de leur noyau. Les cellules les plus développées étaient les moins aptes dans la direction du développement de l'œuf recevant.
- 1952 - Alfred Hershey et Martha Chase démontrent que l'ADN est la matière génétique des bactériophages virus.
- 1952 - Fred Sanger, Hans Tuppy et Ted Thompson complètent leur analyse chromatographique de la séquence des aminoacides de l'insuline.
- 1952 - Rosalind Franklin tire la conclusion que l'ADN est une hélice double d'un diamètre de 2 nm et avec des arêtes de phosphates de sucre à l'extérieur de l'hélice, se basant sur des études de diffraction des rayons X. Elle suppose que les deux arêtes de phosphates de sucre ont une relation spéciale entre eux.
- 1953 - Après l'étude des résultats pas encore publiés de Franklin, James D. Watson et Francis Crick publient une structure d’hélice double pour l’ADN, avec seulement une arête de phosphates de sucre qui va dans la direction opposée de l'autre. Ils suggèrent aussi un mécanisme qui permet à la molécule de se reproduire et de servir pour transmettre l'information génétique. Leur article dans la revue Nature, combiné avec l'expérience de Hershey-Chase et les données de Chargaff sur les nucléotides donnent aux biologistes finalement la conviction que l'ADN, et pas la protéine, est la matière génétique.
- 1953 - Max Perutz et John Kendrew déterminent la structure de l'hémoglobine par des études de diffraction des rayons X.
- 1955 - Marianne Grunberg-Manago et Severo Ochoa découvrent le premier enzyme synthétisant des acides nucléiques (poly nucléotide phosphorylase), qui lie des nucléotides ensemble pour former des poly nucléotides.
- 1955 - Arthur Kornberg découvre des enzymes d'ADN polymérase.
- 1958 - Matthew Stanley Meselson et Franklin W. Stahl prouvent que la réplication de l'ADN est semi-conservative dans l'expérience de Meselson et Stahl.
- 1959 - Severo Ochoa et Arthur Kornberg reçoivent le Prix Nobel pour leurs travaux.
- 1959 - Max Perutz décrit la structure de l'hémoglobine, la protéine qui transporte l'oxygène dans le sang.
- 1960 - John Kendrew décrit la structure de la myoglobine, la protéine transportant l'oxygène dans la muscle.
- 1960 - Quatre chercheurs différents (S. Weiss, J. Hurwitz, Audrey Stevens et J. Bonner) découvrent la polymérase de l'ARN bactérien qui règle la polymérisation de nucléotides sous la direction de l'ADN.
- 1960 - Joan Oró découvre que des solutions concentrées de cyanure d'ammonium dans l'eau peuvent produire l'adénine, base azotée de nucléotide.
- 1961 - Le physiologiste de plantes Allemand J. H. Matthaei ressouda le premier codon du code génétique (le codon pour l'aminoacide phénylalanine) en utilisant le système d'enzymes de Marianne Grunberg-Manago pour la préparation de poly nucléotides.
- 1961 - François Jacob et Jacques Monod formulent le « flux de l'information génétique », par lequel les gènes portés par l'ADN, sont traduits en ARN messagers qui sont utilisés par la machinerie cellulaire pour produire des protéines.
- 1962 - Max Perutz et John Kendrew partagent le Prix Nobel pour leurs travaux sur la structure de l'hémoglobine et de la myoglobine.
- 1965 -  Le code génétique a été complètement résolu par des expériences de la méthode des essais et des erreurs.
- 1966 - Kimishige Ishizaka découvre un nouveau type d'immunoglobuline, IgE, qui développe de l'allergie et qui explique le mécanisme de l'allergie au niveau moléculaire et cellulaire.
- 1967 - John Gurden utilise la transplantation nucléaire pour cloner une grenouille africaine, le premier clonage d'un vertébré par l'usage d'un noyau pris d'une cellule adulte complètement développée.
- 1968 - Fred Sanger utilise du phosphore radioactif comme traceur pour déchiffrer une séquence d’ARN de 120 bases par chromatographie.
- 1969 - Dorothy Crowfoot Hodgkin découvre la structure tridimensionnelle de l'insuline.
- 1970 - Hamilton Smith et Daniel Nathans découvrent des enzymes de restriction de l'ADN.
- 1970 - Howard Temin et David Baltimore découvrent indépendamment des enzymes de transcriptase inverse.
- 1972 - Robert Woodward synthétise la Vitamine B12.
- 1972 - Stephen Jay Gould et Niles Eldredge proposent le nouveau concept de l'"équilibre ponctué", qui avance que les données fossiles sont une représentation exacte du stade de l'évolution avec des périodes longues de "stase" (peu de changements) avec des périodes courtes intercalées de changements rapides et de formation de nouvelles espèces (à l'intérieur d'une lignée).
- 1972 - Seymour Jonathan Singer et Garth L. Nicholson développent le modèle de la mosaïque fluide, qui traite de la composition de la membrane de toutes les cellules.
- 1974 - Manfred Eigen et Manfred Sumper démontrent que des mélanges de monomères de nucléotide et de l'ARN réplicase causent la formation de molécules ARN qui peuvent répliquer, muter, et évoluer.
- 1974 - Leslie Orgel démontre que l'ARN peut répliquer sans ARN-réplicase et que le zinc aide cette réplication.
- 1974 - La classification cladistique fait l'objet d'un débat entre Ernst Mayr (1904-2005) et Willi Hennig (1913-1976) qui a marqué l’histoire de la systématique moderne[1].
- 1977 - John Corliss, Jack Dymond, Louis Gordon, John Edmond, Richard von Herzen, Robert Ballard, Kenneth Green, David Williams, Arnold Bainbridge, Kathy Crane, et Tjeerd van Andel découvrent des communautés animales à base chimiosynthétique situées autour des cheminées hydrothermales sous-marines sur la faille des Galapagos.
- 1977 - Walter Gilbert et Allan Maxam présentent une méthode rapide de séquençage qui utilise le clonage, le gel d'électrophorèse, la destruction chimique des bases.
- 1977 - Frederick Sanger et Alan Coulson présentent une technique rapide de séquençage qui utilise des didésoxyribonucléotides et le gel d'électrophorèse.
- 1978 - Frederick Sanger présente les 5386 séquences de base pour le virus  PhiX174 ; premier séquençage entier d'un génome.
- 1982 - Stanley Prusiner propose l'existence de protéines infectieuses : les prions. Son idée est très controversée par la communauté scientifique, mais il remporte le prix Nobel de physiologie ou médecine en 1997.
- 1983 - Kary Mullis invente la Polymerase Chain Reaction ou PCR, une méthode automatique pour copier des séquences d'ADN.
- 1984 - Alec Jeffreys a conçu une méthode d'empreinte génétique.
- 1983  Françoise Barré-Sinoussi  et Luc Montagnier  découvrent le virus de l'immunodéficience humaine (VIH) à l'origine du sida. Cette découverte leur valent de recevoir le 6 octobre 2008 le prix Nobel de médecine, prix partagé avec Luc Montagnier[2].
- 1986 - Alexander Klibanov démontre que les enzymes peuvent fonctionner dans un environnement non aqueux.
- 1990 - Napoli, Lemieux et Jorgensen découvrent les ARN interférents dans des expériences qui ont pour but la couleur des pétunias.
- 1995 - Publication du premier génome complet d'un organisme vivant.
- 1996 - Dolly la brebis est le premier clone d'un mammifère adulte.

## 2000-aujourd'hui
- 2001 - Publication de la première carte du génome complet humain.
- 2002 - Premier virus créé « de toutes pièces », un virus artificiel de la polio qui paralyse et tue les souris.
- 2003 - Découverte d'un premier virus géant, appelé Mimivirus.
- 2012 - Les chercheuses Emmanuelle Charpentier et Jennifer Doudna découvrent, dans une bactérie, une molécule nommée Crispr-Cas9 capable d'éditer l'ADN.
- 2016 - Annonce de la découverte, au Groenland, de traces de vie microbienne dans des fossiles de stromatolithes âgés de 3,7 milliards d’années[3],[4].
- 2017 - Annonce de la découverte, en Inde, de la plus ancienne plante fossilisée connue, apparemment une algue rouge, âgée de 1,6 milliard d'années[5],[6].
- 2019 - Annonce de la découverte, au Canada, du plus ancien champignon fossilisé connu, âgé d'environ un milliard d’années[7],[8].